# Nils-Göran Wetterberg
Nils-Göran Wetterberg (ur. 5 grudnia 1933) – szwedzki pastor i urzędnik konsularny.
Pełnił obowiązki pastora w szwedzkim Domu Marynarza w Gdyni, które łączył z funkcjami wicekonsula Szwecji w Gdańsku (1969-1974) oraz konsula Danii tamże (1971-1974). Następnie Wetterberg pełnił podobne funkcje w Niemczech. Jest też muzykiem jazzowym.